# Đổng Khiết
Đổng Khiết (tiếng Trung: 董洁, tiếng Anh: Angel Dong Jie; sinh ngày 19 tháng 4 năm 1980) là một nữ diễn viên và vũ công người Trung Quốc.

## Tiểu sử và Sự nghiệp
Năm 10 tuổi, Đổng Khiết được cha mẹ cho theo học khóa đào tạo diễn viên múa. Sau khi tốt nghiệp, cô về Đoàn Ca múa nhạc Quân khu Quảng Châu.
Tháng 3 năm 2000, Đổng Khiết dự tuyển diễn viên cho phim điện ảnh "Ngày tháng hạnh phúc" do đạo diễn Trương Nghệ Mưu chế tác. Sau vài lần thử vai, cô được chọn vào vai chính Ngô Dĩnh, một cô gái khiếm thị. Năm 2001, bộ phim "Ngày tháng hạnh phúc" tham dự Liên hoan Phim Trăm hoa, Đổng Khiết được đề cử tranh giải Nữ diễn viên chính xuất sắc.
Ngay trong bộ phim đầu tiên, cô đã được đề cử Nữ diễn viên chính xuất sắc tại LHP Bách Hoa.
Sau Ngày tháng hạnh phúc, Đổng Khiết lọt vào mắt xanh của nhiều đạo diễn nhưng thời điểm này cô chưa xác định phim ảnh sẽ là con đường đi của mình.
Năm 2001, cô từng hợp diễn với Ahn Jae Wook trong phim "Chung cư những người trí thức", cô vào vai Nhậm Phi Phi, một cô gái tỉnh lẻ ước mơ trở thành một diễn viên múa chuyên nghiệp. Cùng năm, cô đóng trong phim tiểu lý phi đao cùng Lâm Tâm Như và Trương Trí Lâm.
Đầu năm 2002, Đổng Khiết nhận lời mời của đạo diễn Tưởng Khâm Dân, nhận vai nữ chính Thái Ngọc Trân, một cô gái câm điếc trong phim điện ảnh "Thiên thượng luyến nhân". Vai diễn đã chinh phục nhiều nhà phê bình phim điện ảnh tại các liên hoan phim của Nhật Bản, Đức, Ý, Toronto (Canada)... Đổng Khiết đoạt giải Ảnh hậu tại LHP Tokyo lần thứ 15.
Năm 2003, qua lời giới thiệu của đạo diễn Trương Nghệ Mưu, đạo diễn Vương Gia Vệ đã mời Đổng Khiết ký hợp đồng tham gia đóng phim "2046". Năm 2004, Đổng Khiết hợp tác với Lục Nghị, Viên Vịnh Nghi, Ngô Chấn Vũ đảm nhận các vai chính trong bộ phim điện ảnh "Thiên thượng nhân gian".

Năm 2003, Đổng Khiết vào vai Lãnh Thanh Thu trong Kim Phấn Thế Gia mà nhanh chóng nổi tiếng toàn Châu Á. Diễn xuất ăn ý của Trần Khôn và Đổng Khiết trong phim đã chinh phục trái tim mọi khán giả và họ được trao giải thưởng Cặp đôi diễn hay nhất tại LHP truyền hình Trung Quốc 2003.
Cũng nhờ vai Lãnh Thanh Thu, Đổng Khiết nhanh chóng trở thành ngôi sao sáng chói của làng điện ảnh Trung Quốc thời bấy giờ. Cũng từ đó, cô gắn liền với hình ảnh mỹ nữ hiền dịu, thuần khiết.
Tháng 1 năm 2007,  Đổng Khiết đóng phim Hoàn quân Minh Châu.
Tháng 4 cùng năm, Đổng Khiết tiếp tục đóng phim Tinh võ Trần Chân
Tháng 7 năm 2007, Đổng Khiết nhận vai Chúc Anh Đài trong Tân Lương Sơn Bá – Chúc Anh Đài. Đây được xem là một thử thách đối với Đổng Khiết, người chuyên vào vai những mỹ nữ thanh thuần, nhẹ nhàng. Thêm một lần nữa, Đổng Khiết tiếp tục tỏa sáng và lại chứng minh được rằng mình hoàn toàn có thể vào vai những nhân vật hoàn toàn khác nhau, đặc biệt là vai Chúc Anh đài thông minh, mạnh mẽ.
Chỉ trong vòng chưa tới 3 năm bước vào làng giải trí, Đổng Khiết đã nghiễm nhiên bước lên hàng sao hạng A, điều mà nhiều đại hoa đán đã mất cả chục năm trời để nỗ lực. 
Năm 2018, sau vụ lùm xùm "đại chiến ly hôn" với Phan Việt Minh, ngôi sao hạng A Đổng Khiết quay lại đảm nhận vai diễn Phú Sát Lang Hoa trong Hậu cung Như Ý truyện và dần lấy lại được danh tiếng. Nên cô tiếp tục được vời vào các vai diễn siêu phụ. Để tránh tiếng xấu của cô ảnh hưởng tới các bộ phim sau này.
Năm 2018,cô tham gia Tân Vũ Lâm Đại Hội và xuất sắc giành được giải Quán quân.

## Đời tư cá nhân
Năm 2005, Đổng Khiết và Phan Việt Minh quen biết nhau trong thời gian quay phim truyền hình Hồng y Phường.
Sau khi quay xong phim Lương Sơn Bá Chúc Anh Đài. Tháng 1 năm 2008, Đổng Khiết sang Hồng Kông đóng phim Long Hổ Môn, Phan Việt Minh đã sang thăm cô tại trường quay, mối quan hệ tiến triển thêm. Đến ngày 22 tháng 9, Phan Việt Minh trong một cuộc phỏng vấn đã thừa nhận kết hôn cùng Đổng Khiết. Vào đầu tháng 2 năm 2009, Đổng Khiết sinh con trai tên Đỉnh Đỉnh. Ngày 20 tháng 10 năm 2012, cô thông qua công ty quản lý tuyên bố đã ly hôn với Phan Việt Minh.

## Phim và Chương trình truyền hình

### Truyền hình
| Năm  | Tiêu đề phim                     | Vai diễn              |
| ---- | -------------------------------- | --------------------- |
| 2002 | White Collar Condominium         | Ren Fei'er            |
| 2002 | Triple Door                      | Susan                 |
| 2003 | Kim phấn thế gia                 | Lãnh Thanh Thu        |
| 2003 | Tiểu Lý phi đao                  | Fang Keke             |
| 2004 | Tình yêu bất tận                 | Zhan Yan              |
| 2004 | Sớm xuân tháng 2                 | Tao Lan               |
| 2005 | Tình yêu bất tận 2               | Zhan Yan              |
| 2006 | Hồng y phường                    | Kawakami Yoko         |
| 2007 | Lương Sơn Bá — Chúc Anh Đài 2007 | Chúc Anh Đài          |
| 2008 | Torn Between Two Lovers          | Jin Mingzhu           |
| 2008 | Tinh võ Trần Chân                | Fang Zhixin           |
| 2010 | Chúng ta là anh em               | Hua Leilei            |
| 2010 | Tracking Nights Phantom          | Yun Lie               |
| 2011 | Please Forgive Me                | Mei Guo               |
| 2014 | Allure Snow                      | Jiang Jiayuan         |
| 2014 | 10 năm yêu em                    | Han Ling              |
| 2015 | Mẹ hổ bố mèo                     | Đường Lâm             |
| 2017 | Love in Nanjing                  | Lin Yuhui             |
| 2017 | Bạch Lộc Nguyên                  | Zhang Zijun           |
| 2018 | Tam quốc cơ mật                  | Đường Anh             |
| 2018 | Hậu cung Như Ý truyện            | Phú Sát Lang Hoa      |
| 2018 | Báu vật của cha                  | Phòng Thiên Tâm       |
| 2019 | Gia đình Maucau                  | Liang Shu             |
| 2020 | Together With You                | Meng Jie              |
| 2021 | Công Huân                        | Deng Zhe              |
| 2021 | Xin chào mẫu thân đại nhân       | Ding Biyun            |
| 2022 | Mẹ ơi cố lên                     | Hà Tiểu Hàn           |
| 2023 | Nạn nhân không hoàn hảo          | Lý Di                 |
| 2023 | Băng mỏng                        | Phi Thiên / Cố Mạn Lệ |
| 2024 | 6 chị em gái                     | Trương Thu Phương     |
| TBA  | The Knot                         | Wang Biyun            |
| TBA  | Blossoms in Dream                | Xian                  |
| TBA  | Love is Leaving                  | Zheng Huizhu          |
| TBA  | Beautiful Era                    | 美好的时代            |

- 2001: Chung cư những người trí thức
- 2002: Phi Đao hựu kiến phi đao
- 2002: Tam Trọng Môn
- 2007: Hoàn quân Minh Châu
- 2010: Tân bình tung hiệp ảnh
- 2011: Khuynh thành tuyết

### Điện ảnh
- 2000: Happy Times
- 2002: Thiên thượng luyến nhân
- 2003: Địa Hạ Thiết
- 2004: Last Love, First Love
- 2004: 2046
- 2006: Long Hổ Môn
- 2010: Kiến đảng vĩ nghiệp
- 2011: Thu bạch chi hoa